# Koboldhai
Der Koboldhai (Mitsukurina owstoni) oder Nasenhai ist ein seltener, wenig bekannter Tiefseehai, dessen Verbreitung nur punktförmig bekannt ist. Er ist die einzige heute lebende (rezente) Art der Familie Mitsukurinidae und gehört zur Ordnung der Makrelenhaiartigen (Lamniformes). Fossilienfunde belegen, dass er in dieser Form schon vor 125 Millionen Jahren vorkam. Der Hai erreicht eine durchschnittliche Länge von 3 bis 4,5 Metern und hat eine rosagetönte graue Haut. Das auffälligste Merkmal sind seine lang ausgezogene und abgeflachte Schnauze sowie die mit nagelartigen Zähnen bestückten Kiefer, die zum Schnappen und Beißen vorgestreckt werden können.

## Merkmale

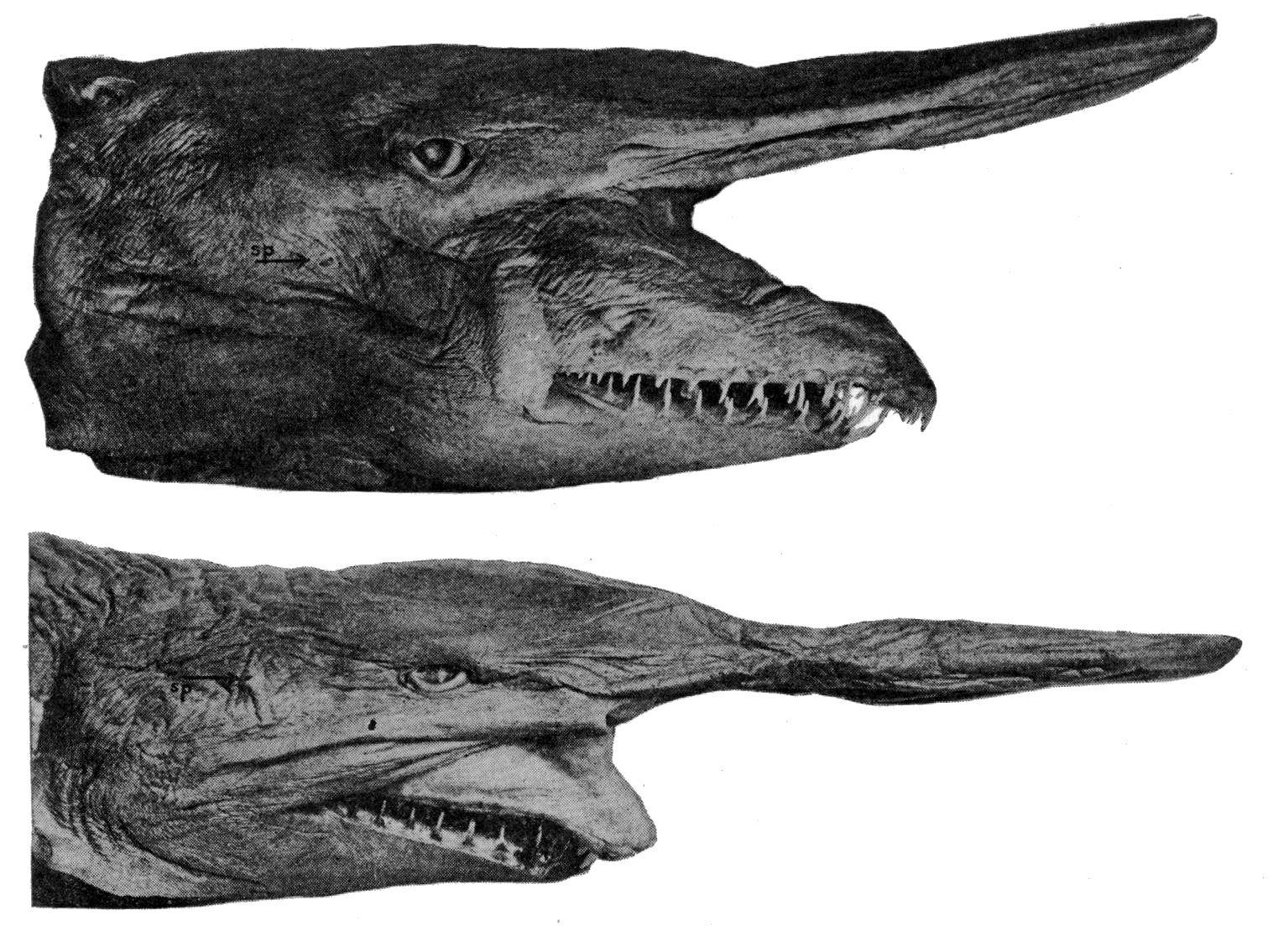
Ein Foto aus dem Jahr 1909 zeigt unter dem Synonym Scapanorhynchus jordani beschriebene Koboldhaie. Deutlich zu sehen: ihre ausgestreckten Kiefer und das lange Rostrum.

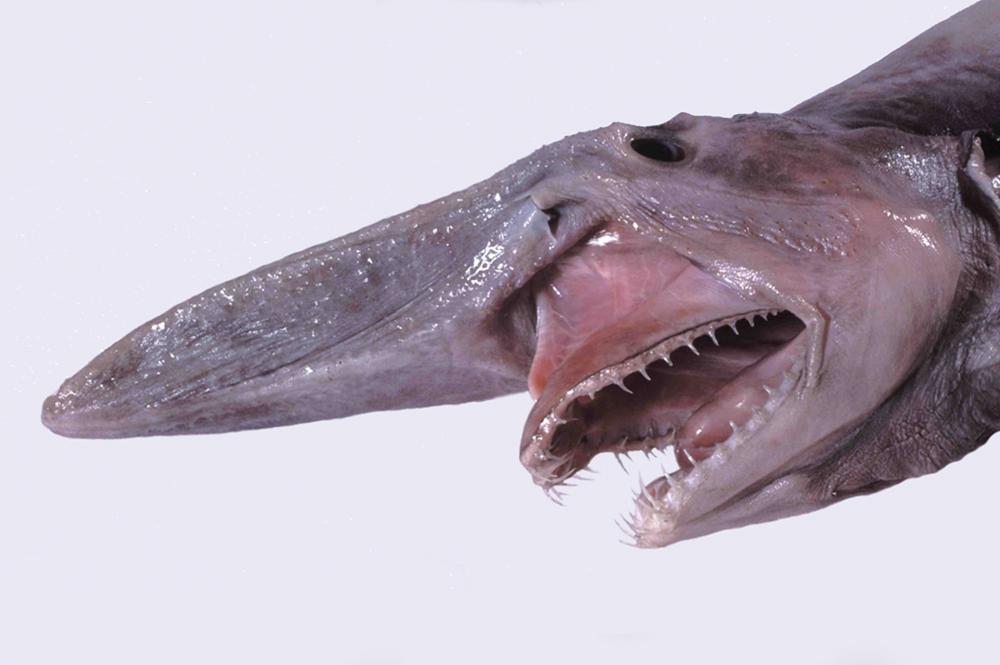
Kopf eines Koboldhais mit vorgestrecktem Kiefer

Koboldhaie werden durchschnittlich 3 bis 4,5 Meter lang, ein im nördlichen Golf von Mexiko in etwa 1.000 Metern Tiefe gefangenes Exemplar war sogar über sechs Meter lang. Die meisten bekannten Exemplare hatten eine Länge von etwa zwei Metern.
Sie tragen über dem Maul ein langes, paddelförmiges Rostrum, weshalb sie auch Nasenhai genannt werden. Ihr Körper ist weich, die Augen sehr klein, ohne Nickhaut. Das Maul des Koboldhais ist sehr weit vorstreckbar (protraktil), die Zähne sind lang und schmal. Die Rückenflossen sind klein und abgerundet, die Schwanzflosse ist lang mit einem wenig entwickelten unteren Lobus. Der Schwanzflossenstiel weist keine Gruben oder Vertiefungen auf. Koboldhaie haben 122 bis 125 Wirbel. Wie alle Makrelenhaiartigen ist der Koboldhai ovovivipar.

## Verbreitung

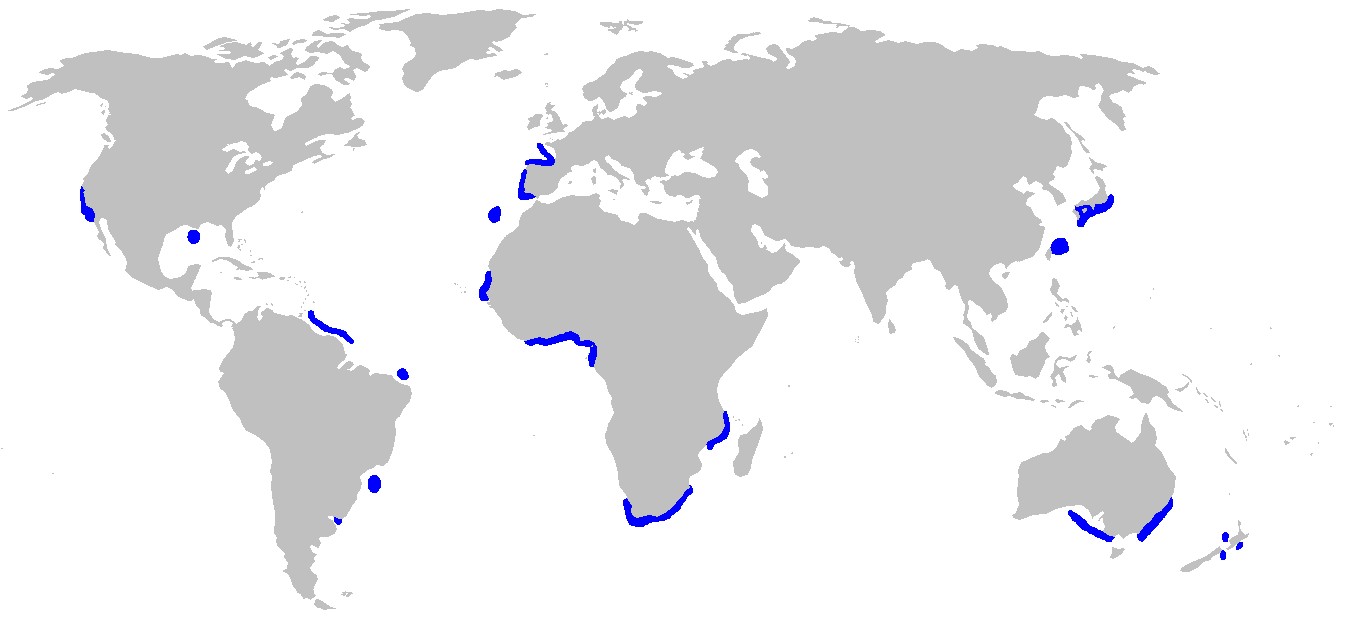
Fundgebiete

Der Koboldhai lebt auf den äußeren Schelfgebieten, an den Kontinentalabhängen und bei Tiefseebergen, in Tiefen von 100 bis 1.300 Metern, meist zwischen 270 und 960 Metern. Er wurde bisher in weitverstreuten, isolierten Regionen im westlichen (Golf von Mexiko, Küste Guayanas) und östlichen Atlantik (Frankreich bis Südafrika), im südwestlichen Indischen Ozean (Südafrika), im westlichen Pazifik (Japan, Australien, Neuseeland) und östlichen Pazifik (Kalifornien) in Tiefen von 30 bis 1.350 Meter nachgewiesen.

## Evolution und Systematik

### Stammesgeschichte

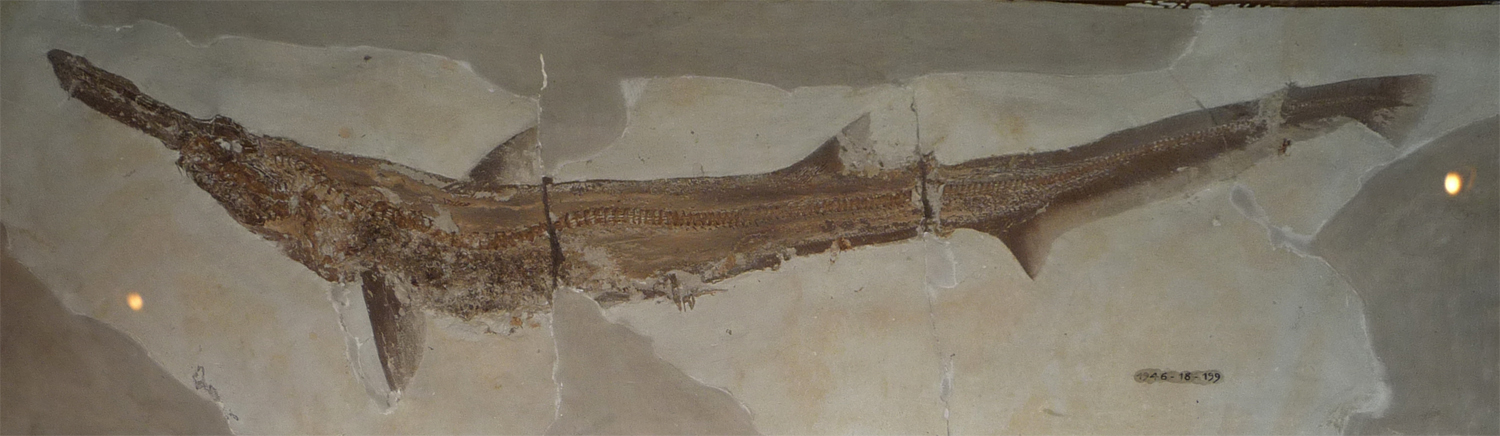
Scapanorhynchus lewisii aus der Kreide des Libanon

Fossilien von Mitsukurina reichen bis zum Eozän zurück. Außerdem sind die ausgestorbenen Koboldhaigattungen Anomotodon (Unterkreide bis Eozän) und Scapanorhynchus (Unter- bis Oberkreide) beschrieben worden. Einige Wissenschaftler sind der Ansicht, dass Mitsukurina und Scapanorhynchus kongenerisch sind. In diesem Fall hätte der Name Scapanorhynchus Vorrang. Scapanorhynchus hatte zugespitzte Brust- und Rückenflossen und eine wesentlich längere Afterflosse als Mitsukurina.

### Systematik
Der Koboldhai wurde 1898 von dem amerikanischen Biologen David Starr Jordan als einzige Art der ebenfalls von ihm beschriebenen Gattung Mitsukurina beschrieben und zu Ehren des japanischen Zoologen Mitsukuri Kakichi benannt, der den in der japanischen Sagami-Bucht gefangenen Holotypus zu Jordan brachte.
Die Art und die Gattung ordnete er aufgrund der von allen anderen bekannten Haien abweichenden Merkmale zudem in die damit ebenfalls neu beschriebene Familie Mitsukurinidae ein, in der bis heute keine weiteren rezenten Arten eingeordnet wurden. Unter den fossil bekannten Arten wurden in diese Familie insgesamt fünf Gattungen eingeordnet: Anomotodon, Protoscapanorhynchus, Pseudoscapanorhynchus, Scapanorhynchus und Woellsteinia. Diese Gattungen stellen entsprechend die nächsten bekannten Verwandten der Art dar.
Auf der Basis phylogenetischer Untersuchungen wird der Koboldhai in der Regel als ursprünglichste Art der Makrelenhaie (Lamniformes) eingeordnet, zu denen unter anderem die Makohaie (Isurus), die Heringshaie (Lamnia) und auch der Weiße Hai (Carcharodon carcharias) sowie der ausgestorbene Megalodon (Otodus megalodon) gehören. Diese basale Position wurde durch molekularbiologische Studien bestätigt.

## Status
Bisher wurden nur sehr wenige Tiere dieser Art gesichtet, jedoch verstreut über ein sehr weites Verbreitungsgebiet in der Tiefsee des Atlantischen, Pazifischen und Indischen Ozeans – mit den meisten Funden im nordwestlichen Pazifik vor den Küsten von Japan und Taiwan. Der Koboldhai wird nur selten von Tiefseefischern gefangen und hat keine Bedeutung für die Fischerei. Aus diesen Gründen und weil offensichtlich die meisten Populationen unbekannt sind, wird er von der International Union for Conservation of Nature and Natural Resources (IUCN) als nicht gefährdet (least concern) eingeordnet.

## Belege
1. ↑  Barton Derek (Hrsg.): Haie. Großtiere dieser Welt. Hamburg 1990, ISBN 3-921789-57-5, S. 8.
2. ↑  
Shirai, S.: Interrelationships of Fishes. Hrsg.: Stiassny, M.L.J.; Parenti, L.R.; Johnson, G.D., eds. Academic Press, 1996, ISBN 0-08-053492-9, Phylogenetic interrelationships of neoselachians (Chondrichthyes: Euselachii), S. 9–34.
3. ↑  
Shimada, K.: Phylogeny of lamniform sharks (Chondrichthyes: Elasmobranchii) and the contribution of dental characters to lamniform systematics. In: Paleontological Research. Band 9, Nr. 1, 2005, S. 55–72, doi:10.2517/prpsj.9.55.
4. ↑  
Naylor, G.J.P.; Martin, A.P.; Mattison, E.; Brown, W.M.: Molecular Systematics of Fishes. Hrsg.: Kocher, T.D.; Stepien, C.A., eds. Academic Press, 1997, ISBN 0-08-053691-3, The inter-relationships of lamniform sharks: testing phylogenetic hypotheses with sequence data, S. 199–218.
5. ↑  
Naylor, G.J.; Caira, J.N.; Jensen, K.; Rosana, K.A.; Straube, N.; Lakner, C.: The Biology of Sharks and Their Relatives. Hrsg.: Carrier, J.C.; Musick, J.A.; Heithaus, M.R., eds. second Auflage. CRC Press, 2012, ISBN 978-1-4398-3924-9, Elasmobranch phylogeny: A mitochondrial estimate based on 595 species, S. 31–57.
6. 1 2  
Mitsukurina owstoni in der Roten Liste gefährdeter Arten der IUCN 2013.2. Eingestellt von: C.A.J. Duffy, C.A.J., D.A. Ebert, C. Stenberg, 2004. Abgerufen am 7. Mai 2014.